# Jardín frenético
Jardín frenético es el álbum debut de la banda de rock argentina Árbol. El disco se caracteriza tanto por su buena calidad (siendo una producción independiente de bajo presupuesto) como por su particular mezcla de rock alternativo, grunge, funk y hardcore con algunos ritmos afrolatinos e instrumentos no tradicionales dentro del rock, como el violín o el charango. Fue producido y distribuido de forma independiente. Las 12 canciones grabadas de manera independiente llegaron a manos de Gustavo Santaolalla, su productor con quien firmaron su primer contrato discográfico. Más adelante, todas las canciones (excepto "H.C.V.") fueron regrabadas bajo la producción artística de Santaolalla. El resultado es el disco homónimo, sucesor de Jardín Frenético, distribuido por Universal Music.

## Lista de canciones
1. Siento
2. Sexo
3. Chajal
4. Periferia
5. X
6. Cruces
7. Gente
8. Latino
9. Cuatro Cuervos
10. Juanas
11. H.C.V.
12. Jardín Frenético

## Ficha técnica
- Pablo Romero: Percusión, voz.
- Eduardo Schmidt: Violín, flauta, voz, arreglos de cuerda en "X".
- Hernán Bruckner: Guitarra.
- Patricio Pizarro: Bajo, percusión.
- Matías ‘Chávez’ Méndez: Batería, percusión.
- Carlos Arín: Saxofón alto en "Gente" y "Latino".
- Matías Fernández: Saxofón barítono en "Sexo", "Gente" y "Latino".
- Martín Estafolani: Saxofón tenor en "Gente" y "Latino".
- Javier Piatti: Trompeta en "Gente" y "Latino".
- Ariel Caldara: Rhodes en "Latino" y "Cuatro Cuervos".
- Pablo Guerra: Coros en "Cuatro Cuervos".
- Juan Pablo Goyo: Violín en "X".
- Pedro Fainguersch: Viola en "X".
- Diego Fainguersch: Cello en "X".
- Janá, Raquel y Sonia Schmidt: Coros en "Jardín frenético".
- Gráfica y preimpresión: W.M. Diseño.
- Fotos e ilustraciones: Pablo Martín Zicarello.
- Masterización: Buenos Aires Digital
- Grabación: El Matadero Records; Buenos Aires, Argentina, por Martín Méndez y Adrián Molina entre marzo y agosto de 1996.
- Mastering: Presision Mastering, L A por Tom Baker.
- Producido y distribuido por Árbol.
- Producido por Martín Méndez para Yas Jaspen Producciones.